# 舊肯特路
舊肯特路（英語：Old Kent Road）是位於英國倫敦東南部南華克區的一條道路。它原本是由羅馬人鋪設的古道，其後被盎格魯-撒克遜人所使用並命名為惠特靈大道（Wæcelinga Stræt）。舊肯特路現在是A2公路的一部分。
在16世紀，路上的聖托馬斯澆水處（St Thomas-a-Watering）被用作公開對宗教異見人士及干犯叛國罪者施行絞刑之地。在19世紀，這條道路被正式命名為「舊肯特路」，並於薩里運河附近設置了多間工業廠房以及大都會煤氣廠（the Metropolitan Gas Works）。
較老舊的建築物在20世紀被拆除作重建，並建造了伯吉斯公園。舊肯特路公共澡堂於1906年啓用，包括了土耳其浴及俄羅斯浴的設施。在21世紀，公共澡堂旁邊建有數處零售商業園區與商業處所，同時拆卸了路上的公營住宅。
舊肯特路因音樂廳歌曲《在舊肯特路撞倒他們》而聞名，其歌詞描述了倫敦工人階層的生活。在英國版地產大亨的棋盤上，舊肯特路是自起點起第一處物業，也是唯一位於泰晤士河以南的物業地點，同時是兩個價值最便宜物業地點之一。